# Cladopelma forcipis
Cladopelma forcipis är en tvåvingeart som först beskrevs av Rempel 1939.  Cladopelma forcipis ingår i släktet Cladopelma och familjen fjädermyggor. Inga underarter finns listade i Catalogue of Life.